# Харків (футбольний клуб)
Футбольний клуб «Ха́рків» — український футбольний клуб. Існував з 2005 по 2010 роки.

## Історія
Клуб утворений шляхом перетворення футбольного клубу «Арсенал» (Харків) після його виходу у вищу лігу чемпіонату України в 2005 році. Була здійснена передача прав на граючих футболістів та тренерів новому президенту, в той час як під старим брендом з'явився колектив у другій лізі чемпіонату України.
ФК «Харків» почав свою історію з виступу у вищій лізі 15-го чемпіонату України (сезон 2005/06). 12 липня 2005 року «Харків» зіграв у рідних стінах внічию 1:1 з криворізьким «Кривбасом». Свій дебютний сезон «Харків» завершив на 13-му місці.
Четверо футболістів «Харкова» (Яценко Олександр, Максимов Олександр, Чеберячко Євген і Обремко Андрій) у складі молодіжної збірної України завоювали срібні медалі молодіжного чемпіонату Європи 2006 (U-21).
Яценко Олександр в складі збірної України став четвертьфіналістом чемпіонату світу 2006.
Головним тренером «Харкова» у сезоні 2005/06 був Геннадій Литовченко. По завершенні сезону команду очолив Володимир Кулаєв. Цей спеціаліст пробув на тренерському містку «Харкова» неповні півроку. Першу частину 16-го чемпіонату України команда завершувала під керівництвом в. о. головного тренера Михайла Стельмаха.
28 листопада 2006 року команді був представлений новий тренер — Володимир Безсонов, який пішов у відставку по завершенні сезону 2007/08, а його місце посів Михайло Стельмах.
У сезоні 2008/09 клуб посів останнє місце у Прем'єр-лізі та покинув її.
У сезоні 2009/10 клуб посів 17-е, передостанє місце в першій лізі та вилетів до другої ліги.
23 червня 2010 року через фінансові негаразди та невиплату заробітної плати гравцям Федерація футболу України позбавила ФК «Харків» статусу професіонального клубу.

## Статистика виступів
| Сезон   | Ліга  | Місце    | І  | В | Н | П  | З  | П  | О  | Кубок України | Прим.        |
| ------- | ----- | -------- | -- | - | - | -- | -- | -- | -- | ------------- | ------------ |
| 2005/06 | Вища  | 13 із 16 | 30 | 9 | 6 | 15 | 29 | 36 | 33 | 1/16          |              |
| 2006/07 | Вища  | 12 із 16 | 30 | 8 | 9 | 13 | 26 | 38 | 33 | 1/8           |              |
| 2007/08 | Вища  | 14 із 16 | 30 | 6 | 9 | 15 | 20 | 32 | 27 | 1/16          |              |
| 2008/09 | Вища  | 16 із 16 | 30 | 2 | 9 | 19 | 19 | 50 | 12 | 1/8           | (-3) (виліт) |
| 2009/10 | Перша | 17 із 18 | 34 | 3 | 5 | 26 | 23 | 76 | 14 | 1/16          | (виліт)      |

- Найбільші перемоги: 3:0 «Закарпаття» (20.04.2008, Ужгород), «Нафтовик» (06.04.2008, Охтирка), «Іллічівець» (26.03.2006, Харків); 6:3 «Металург» (31.07.2005, Запоріжжя).
- Найбільші поразки: 0:5 «Геліос» (22.09.2009, Харків), ПФК «Олександрія» (01.08.2009, Олександрія).

## Відомі гравці
- Андрій Березовчук
- Максим Білий
- Олександр Гладкий
- Олександр Грановський
- Олексій Іванов
- Тарас Кабанов
- Віталій Комарницький
- Павло Ксьонз
- Євген Лошанков
- Олександр Максимов
- Мацей Налєпа
- Андрій Оберемко
- Гуванчмухамед Овеков
- Олексій Панковець
- Андерсон Рібейру
- Олексій Сучков
- Артем Федецький
- Рустам Худжамов
- Ігор Цигирлаш
- Євген Чеберячко
- Олександр Яценко

## Всі тренери
- Геннадій Литовченко (2005—2006)
- Володимир Кулаєв (2006)
- Михайло Стельмах (виконувач обов'язків, 2006)
- Володимир Безсонов (2006—2008)
- Михайло Стельмах (2008—2010)
- Рінат Морозов (2010)